# Nationalratswahlordnung
Das österreichische Bundesgesetz über die Wahl des Nationalrates (Nationalrats-Wahlordnung 1992 – NRWO), umgangssprachlich als Nationalratswahlordnung bezeichnet, ist das seit 1992 geltende Bundesgesetz, mit dem die Wahl für die Zusammensetzung des Nationalrats für die nachfolgende Gesetzgebungsperiode (aktuell XXVII. GP) geregelt ist. Der Nationalrat besteht aus 183 Abgeordneten zum Nationalrat (kurz: Nationalratsabgeordnete), diese werden über die vor der Wahl bei der Bundeswahlbehörde und den Landeswahlbehörden eingereichten Wahlvorschläge der antretenden Parteien gewählt, deren Anzahl sich jeweils aus den aus der Wahl zufallenden Mandaten ergibt.

## Essentielle Regelungen
- Wahlsystem: Verhältniswahlrecht mit verbundenen Bundes-, Landes- und Regionallisten
- Besonderheiten:
  - Es gibt eine dreistufige Sitzverteilung in 39 Regionalwahlkreisen, neun Landeswahlkreisen (=Bundesländer) und auf der Bundesebene, wobei die Sitze einer unteren Ebene auf die höhere angerechnet werden.
  - Überhangmandate werden vom Mandatskontingent der anderen Parteien abgezogen.
  - kein Stimmensplitting
- Abgeordnetenanzahl: 183 Sitze im Nationalrat
- Wahlperiode: die Legislaturperiode beträgt seit der XXIV.GP fünf Jahre (BGBl 27/2007) (zuvor vier Jahre)
- aktives Wahlrecht ab 16 und passives ab 18 Jahren.
- Stimmenzahl: Jeder Wahlberechtigte hat nach § 36 nur eine Stimme (Parteistimme). Darüber hinaus kann er nach § 79 Abs. 1 jeweils eine Vorzugsstimme für einen Bewerber der Bundesparteiliste, Landesparteiliste und der Regionalparteiliste der von ihm gewählten Partei vergeben.
- Das gesamte Wahlgebiet ist in neun Landeswahlkreise (Bundesländer) und in 39 Regionalwahlkreise eingeteilt. Jedem Landeswahlkreis werden vor der Wahl so viele der 183 Mandate zugeordnet, wie sich Einwohner nach der letzten Volkszählung dort ergeben und zwar nach dem Quotenverfahren nach größten Bruchteilen. Diese Mandate werden entsprechend an die Regionalwahlkreise unterverteilt (diese Verteilung an die Regionalwahlkreise vor der Wahl hat allerdings keinen Einfluss auf die Verteilung der Mandate).

### Antreten zur Wahl
Unterstützungserklärungen von drei Parlamentariern berechtigen eine Partei zur Kandidatur in allen neun Bundesländern. § 42 Abs. 2 der Nationalratswahlordnung ermöglicht außerdem die Kandidatur in einzelnen Bundesländern bei Vorlage einer festgesetzten Zahl von Unterstützungserklärungen. So müssen z. B. für Vorarlberg oder Burgenland jeweils 100, für Wien oder Niederösterreich jeweils 500 Unterstützungs-Unterschriften vorgelegt werden (Für alle neun Bundesländer zusammen ergibt sich die Summe von 2600 Unterstützungserklärungen). Diese müssen bis zum 37. Tag vor dem Wahltermin vorliegen.

### Wahlbehörde und Reihung der Parteien am Wahlzettel
Gemäß der Nationalratswahlordnung bestimmt die Bundeswahlbehörde wie die Reihung der Parteien auf dem Stimmzettel vorgenommen wird. Die Landeswahlbehörden haben deren Entscheidung zu folgen. Die Bundeswahlbehörde besteht aus dem Innenminister als Vorsitzendem (zugleich Bundeswahlleiter) und siebzehn Beisitzern, welche sich aus zwei Richtern sowie fünfzehn von den im Nationalrat vertretenen Parteien nominierten Mitgliedern zusammensetzen.
Zur Reihung der wahlwerbenden Parteien legt § 49 NRWO legt fest:
(3) [Auf dem Wahlzettel] hat sich die Reihenfolge der Parteien, die im zuletzt gewählten Nationalrat vertreten waren, nach der Zahl der Mandate, die die Parteien bei der letzten Nationalratswahl im ganzen Bundesgebiet erreicht haben, zu richten.
(5) Den unterscheidenden Parteibezeichnungen sind die Worte „Liste 1, 2, 3 usw.“ in fortlaufender Nummerierung voranzusetzen. Beteiligt sich eine im zuletzt gewählten Nationalrat vertretene Partei nicht an der Wahlwerbung, so hat in der Veröffentlichung nur die ihr nach Abs. 3 zukommende Listennummer und daneben das Wort „leer“ aufzuscheinen.
Die Reihung der nicht im Nationalrat vertretenen zur Wahl stehenden Parteien richtet sich nach dem Datum der Einbringung des Wahlvorschlags der jeweiligen Partei.

## Ablauf der Wahl

### Teilnahme an der Wahl
An der Wahl dürfen nur Wahlberechtigte teilnehmen, deren Namen im abgeschlossenen Wählerverzeichnis enthalten sind (§ 36). Voraussetzung für die Teilnahme an der Wahl ist somit das aktive Wahlrecht zur Wahl zum Nationalrat sowie die Eintragung im Wählerverzeichnis.
Die Wahlberechtigten sind in Wählerverzeichnisse einzutragen, und zwar in das Wählerverzeichnis des Ortes, wo der/die Wahlberechtigte am Stichtag seinen Hauptwohnsitz hat (§§ 23f). Die Wählerverzeichnisse sind in den Gemeinden aufzulegen und in den Wohnhäusern kundzumachen. Jeder Staatsbürger kann gegen das Wählerverzeichnis Einspruch erheben. Der Einspruchswerber kann die Aufnahme eines Wahlberechtigten in das Wählerverzeichnis oder die Streichung eines nicht Wahlberechtigten aus dem Wählerverzeichnis begehren (§ 28). Nach Beendigung allfälliger Einspruchsverfahren hat die Gemeinde das Wählerverzeichnis abzuschließen; das abgeschlossene Wählerverzeichnis ist sodann der Wahl zugrunde zu legen (§ 34).

### Wahlort und Wahlzeit
Jede Gemeinde ist Wahlort; größere Gemeinden sind zur Erleichterung der Wahl in Wahlsprengel einzuteilen. Jeder Wahlberechtigte hat sein Wahlrecht grundsätzlich an dem Ort auszuüben, in dessen Wählerverzeichnis er eingetragen ist (§ 37). Daneben gibt es noch die Möglichkeit der Briefwahl aus dem In- und Ausland.
Das Wahllokal muss für die Durchführung der Wahlhandlung geeignet sein. Die für die Vornahme der Wahl erforderlichen Einrichtungsstücke, wie der Tisch für die Wahlbehörde, in dessen Nähe ein Tisch für die Wahlzeugen, die Wahlurne und die erforderlichen Wahlzellen mit Einrichtung, sowie ein Tisch für die Wahlbeobachter sind von der Gemeinde beizustellen. Ebenso ist darauf zu achten, dass in dem Gebäude des Wahllokals womöglich ein entsprechender Warteraum für die Wähler zur Verfügung steht (§ 54). In jeder Gemeinde ist außerdem ein Wahllokal vorzusehen, in dem die mit Wahlkarten versehenen Wähler ihr Stimmrecht auszuüben haben (§ 56).
Gemäß § 57 muss in jedem Wahllokal mindestens eine Wahlzelle sein. Die Wahlzelle ist derart herzustellen, dass der Wähler in der Zelle unbeobachtet von allen anderen im Wahllokal anwesenden Personen den Stimmzettel ausfüllen und in das Wahlkuvert geben kann. Als Wahlzelle genügt, wenn zu diesem Zweck eigens konstruierte, feste Zellen nicht zur Verfügung stehen, jede Absonderungsvorrichtung im Wahllokal, die ein Beobachten des Wählers in der Wahlzelle verhindert. Die Wahlzelle wird sohin insbesondere durch einfache, mit undurchsichtigem Papier oder Stoff bespannte Holzrahmen, durch Anbringung eines Vorhanges in einer Zimmerecke, durch Aneinanderschieben von größeren Kasten, durch entsprechende Aufstellung von Schultafeln gebildet werden können. Sie ist womöglich derart aufzustellen, dass der Wähler die Zelle von einer Seite betreten und von der anderen Seite verlassen kann. Die Wahlzelle ist mit einem Tisch und mit einem Stuhl oder mit einem Stehpult sowie mit einer Schreibunterlage zu versehen und mit dem erforderlichen Material für die Ausfüllung des Stimmzettels (womöglich Farbstift) auszustatten. Außerdem sind die von der Landeswahlbehörde abgeschlossenen und von ihr veröffentlichten Landesparteilisten in der Wahlzelle an einer sichtbaren Stelle anzuschlagen.
Im Gebäude des Wahllokals und in einem von der Gemeindewahlbehörde zu bestimmenden Umkreis (Verbotszone) ist am Wahltag jede Art der Wahlwerbung, insbesondere auch durch Ansprachen an die Wähler, durch Anschlag oder Verteilen von Wahlaufrufen oder von Kandidatenlisten, ferner jede Ansammlung sowie das Tragen von Waffen jeder Art verboten (§ 58).

### Die Wahlhandlung
Jeder Wähler tritt vor die Wahlbehörde, nennt seinen Namen, gibt seine Wohnadresse an und legt eine Urkunde oder eine sonstige amtliche Bescheinigung vor, aus der seine Identität einwandfrei ersichtlich ist. Als Urkunden oder amtliche Bescheinigungen zur Feststellung der Identität kommen insbesondere in Betracht: Personalausweise, Pässe und Führerscheine, überhaupt alle amtlichen Lichtbildausweise (§ 67).
Das Wahlrecht ist persönlich auszuüben; blinden oder schwer sehbehinderten Wählern sind seitens der Wahlbehörde als Hilfsmittel zur Ermöglichung der selbständigen Wahlausübung Stimmzettel-Schablonen zur Verfügung zu stellen. Körper- oder sinnesbehinderte Wähler dürfen sich von einer Person, die sie selbst auswählen können und gegenüber dem Wahlleiter bestätigen müssen, führen und sich bei der Wahlhandlung helfen lassen. Von diesen Fällen abgesehen, darf eine Wahlzelle jeweils nur von einer Person betreten werden (§ 66).

### Gültigkeit und Ungültigkeit des amtlichen Stimmzettels
Ein amtlicher Stimmzettel ist gültig ausgefüllt, wenn aus ihm eindeutig zu erkennen ist, welche Partei der Wähler wählen wollte. Dies ist der Fall, wenn der Wähler in einem der unter jeder Parteibezeichnung vorgedruckten Kreise ein liegendes Kreuz oder ein anderes Zeichen mit Kugelschreiber, Farbstift, Bleistift oder dergleichen anbringt, aus dem unzweideutig hervorgeht, dass er die in derselben Spalte angeführte Partei wählen will. Der Stimmzettel ist aber auch dann gültig ausgefüllt, wenn der Wille des Wählers auf andere Weise, zum Beispiel durch Anhaken, Unterstreichen, sonstige entsprechende Kennzeichnung einer wahlwerbenden Partei, durch Durchstreichen der übrigen wahlwerbenden Parteien oder durch Bezeichnung mindestens eines Bewerbers einer Parteiliste eindeutig zu erkennen ist (§ 78).

## Wahlkreise

### Grundsätzliches
In Österreich hat man sich grundsätzlich für ein Verhältniswahlrecht entschieden (Art 26 Abs. 1 B-VG). Das bedeutet, dass die Mandate auf die Wahlwerbenden Gruppen im Verhältnis der für sie abgegebenen Stimmen aufgeteilt werden. Diese verhältnismäßige Zuordnung kann in einer Wahlordnung mehr oder weniger ausgeprägt sein. Die (in der Bundesverfassung angeordnete) Einteilung des Wahlgebiets in Wahlkreise bewirkt eine Abschwächung der Verhältniswahl.
Die Einteilung in Regionalwahlkreise in der Bundesverfassung nach dem Ersten Weltkrieg stellte eine Konzession an das frühere Mehrheitswahlrecht mit kleinen Wahlkreisen dar. 1992 wurde die Verhältnismäßigkeit gestärkt, indem ein drittes Ermittlungsverfahren für das gesamte Bundesgebiet eingeführt wurde („Proportionalausgleich“, Art 26 Abs. 2 B-VG, siehe unten).
Nach Ansicht des Verfassungsgerichtshofes ist die Bildung sehr kleiner Wahlkreise verfassungswidrig. Dies deshalb, weil durch sehr kleine Wahlkreise die Anforderungen an ein Grundmandat (ein Mandat in einem der Regionalwahlkreise, Hürde für den Einzug in den Nationalrat) zu hoch wären.

### Verteilung der Mandate auf die Wahlkreise
Für die Nationalratswahl wird das Bundesgebiet in Wahlkreise eingeteilt, und zwar in neun Landes- und 39 Regionalwahlkreise (Art 26 Abs. 2 B-VG, § 3 Abs. 2 NRWO). Bis einschließlich der Nationalratswahl 2008 gab es 43 Regionalwahlkreise, durch das Wahlrechtsanpassungsgesetz 2012 wurde die Zahl der Regionalwahlkreise in der Steiermark um vier gesenkt. Die 183 zu vergebenden Mandate des Nationalrats müssen sodann (nach dem Hare’schen System) auf diese Wahlkreise aufgeteilt werden.
Zuerst sind die Mandate auf die Landeswahlkreise zu verteilen.
Dazu ist zunächst die sog. Bürgerzahl des jeweiligen Bundeslandes, sowie jene des gesamten Bundesgebiets zu ermitteln:
Die Bürgerzahl ergibt sich aus der Addition der
- Staatsbürger, die nach dem Ergebnis der letzten Volkszählung ihren Hauptwohnsitz im jeweiligen Wahlkreis bzw. im Bundesgebiet hatten, und der Zahl der
- im Ausland lebenden Staatsbürger, die am Stichtag in der Wählerevidenz eingetragen waren.

Sodann ist die Verhältniszahl zu ermitteln, indem die Bürgerzahl des Bundesgebiets durch 183 geteilt wird.
Schließlich ist die Bürgerzahl des Landeswahlkreises durch die Verhältniszahl zu dividieren; dies ergibt die Zahl der Mandate im Landeswahlkreis. Bleiben Mandate „über“, sind diese nach der Reihenfolge der dreistelligen Dezimalreste zu verteilen. Liegen beim letzten zu vergebenden Mandat mehrere gleich große Dezimalreste vor, entscheidet das Los (§ 3 Abs. 4 NRWO).
Die auf die Landeswahlkreise verteilten Mandate sind nach dem gleichen System auf die Regionalwahlkreise zu verteilen.
Die Verteilung der Mandate wird im Bundesgesetzblatt verlautbart.
Die aktuelle Verteilung folgt der Volkszählung von 2021 und stellt sich wie folgt dar:

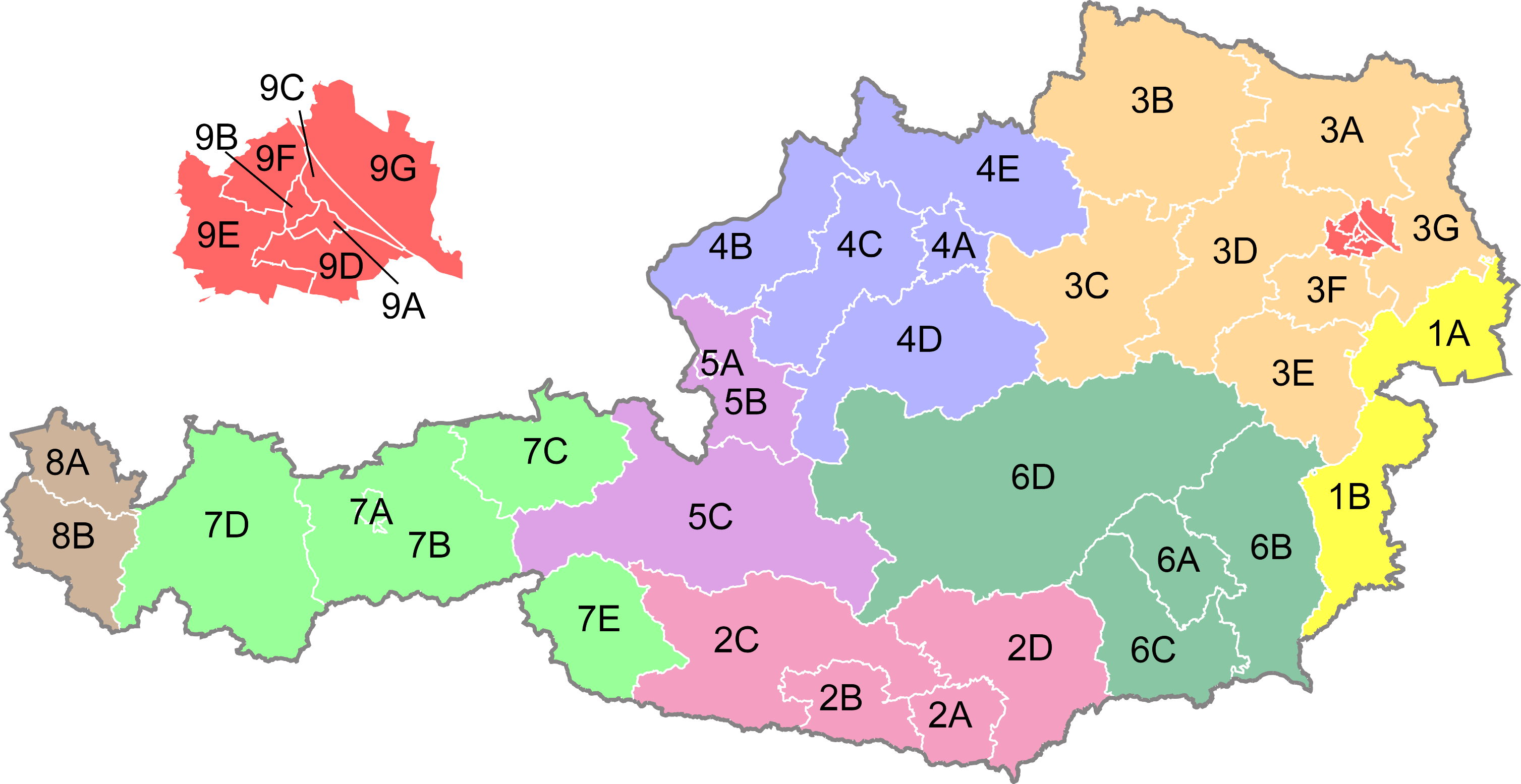
Wahlkreise in Österreich, Landeswahlkreise in Flächenfarben, Regionalwahlkreise mit Nummernbezeichnung

| Landeswahlkreise | Landeswahlkreise | Landeswahlkreise |
| Wahlkreis        | Bezeichnung      | Mandate          |
| ---------------- | ---------------- | ---------------- |
| 1                | Burgenland       | 7                |
| 2                | Kärnten          | 12               |
| 3                | Niederösterreich | 37               |
| 4                | Oberösterreich   | 32               |
| 5                | Salzburg         | 11               |
| 6                | Steiermark       | 27               |
| 7                | Tirol            | 16               |
| 8                | Vorarlberg       | 8                |
| 9                | Wien             | 33               |

| Regionalwahlkreise | Regionalwahlkreise     | Regionalwahlkreise | Regionalwahlkreise                                                          |
| Wahlkreis          | Bezeichnung            | Mandate            | Bezirke                                                                     |
| ------------------ | ---------------------- | ------------------ | --------------------------------------------------------------------------- |
| 1 A                | Burgenland Nord        | 4                  | Eisenstadt, Eisenstadt-Umgebung, Mattersburg, Neusiedl am See, Rust         |
| 1 B                | Burgenland Süd         | 3                  | Güssing, Jennersdorf, Oberpullendorf, Oberwart                              |
| 2 A                | Klagenfurt             | 3                  | Klagenfurt am Wörthersee, Klagenfurt-Land                                   |
| 2 B                | Villach                | 3                  | Villach, Villach-Land                                                       |
| 2 C                | Kärnten West           | 3                  | Feldkirchen, Hermagor, Spittal an der Drau                                  |
| 2 D                | Kärnten Ost            | 3                  | Sankt Veit an der Glan, Völkermarkt, Wolfsberg                              |
| 3 A                | Weinviertel            | 5                  | Hollabrunn, Korneuburg, Mistelbach                                          |
| 3 B                | Waldviertel            | 5                  | Gmünd, Horn, Krems an der Donau, Krems-Land, Waidhofen an der Thaya, Zwettl |
| 3 C                | Mostviertel            | 6                  | Amstetten, Melk, Scheibbs, Waidhofen an der Ybbs                            |
| 3 D                | Niederösterreich Mitte | 7                  | Lilienfeld, St. Pölten, St. Pölten-Land, Tulln                              |
| 3 E                | Niederösterreich Süd   | 4                  | Neunkirchen, Wiener Neustadt, Wiener Neustadt-Land                          |
| 3 F                | Thermenregion          | 6                  | Baden, Mödling                                                              |
| 3 G                | Niederösterreich Ost   | 4                  | Bruck an der Leitha, Gänserndorf                                            |
| 4 A                | Linz und Umgebung      | 7                  | Linz, Linz-Land                                                             |
| 4 B                | Innviertel             | 5                  | Braunau am Inn, Ried im Innkreis, Schärding                                 |
| 4 C                | Hausruckviertel        | 8                  | Eferding, Grieskirchen, Vöcklabruck, Wels, Wels-Land                        |
| 4 D                | Traunviertel           | 6                  | Gmunden, Kirchdorf an der Krems, Steyr, Steyr-Land                          |
| 4 E                | Mühlviertel            | 6                  | Freistadt, Perg, Rohrbach, Urfahr-Umgebung                                  |
| 5 A                | Salzburg Stadt         | 3                  | Salzburg                                                                    |
| 5 B                | Flachgau/Tennengau     | 4                  | Hallein, Salzburg-Umgebung                                                  |
| 5 C                | Lungau/Pinzgau/Pongau  | 4                  | St. Johann im Pongau, Tamsweg, Zell am See                                  |
| 6 A                | Graz und Umgebung      | 9                  | Graz, Graz-Umgebung                                                         |
| 6 B                | Oststeiermark          | 6                  | Hartberg-Fürstenfeld, Südoststeiermark, Weiz                                |
| 6 C                | Weststeiermark         | 5                  | Deutschlandsberg, Leibnitz, Voitsberg                                       |
| 6 D                | Obersteiermark         | 7                  | Bruck-Mürzzuschlag, Leoben, Liezen, Murau, Murtal                           |
| 7 A                | Innsbruck              | 2                  | Innsbruck                                                                   |
| 7 B                | Innsbruck-Land         | 6                  | Innsbruck-Land, Schwaz                                                      |
| 7 C                | Unterland              | 4                  | Kitzbühel, Kufstein                                                         |
| 7 D                | Oberland               | 3                  | Imst, Landeck, Reutte                                                       |
| 7 E                | Osttirol               | 1                  | Lienz                                                                       |
| 8 A                | Vorarlberg Nord        | 4                  | Bregenz, Dornbirn                                                           |
| 8 B                | Vorarlberg Süd         | 4                  | Bludenz, Feldkirch                                                          |
| 9 A                | Wien Innen-Süd         | 3                  | Landstraße, Margareten, Wieden                                              |
| 9 B                | Wien Innen-West        | 3                  | Alsergrund, Innere Stadt, Josefstadt, Mariahilf, Neubau                     |
| 9 C                | Wien Innen-Ost         | 3                  | Brigittenau, Leopoldstadt                                                   |
| 9 D                | Wien Süd               | 6                  | Favoriten, Meidling, Simmering                                              |
| 9 E                | Wien Süd-West          | 6                  | Hietzing, Liesing, Penzing, Rudolfsheim-Fünfhaus                            |
| 9 F                | Wien Nord-West         | 5                  | Döbling, Hernals, Ottakring, Währing                                        |
| 9 G                | Wien Nord              | 7                  | Donaustadt, Floridsdorf                                                     |

## Ermittlungsverfahren
Die österreichische Nationalratswahlordnung sieht ein dreistufiges Ermittlungsverfahren vor (V. Hauptstück, §§ 92–113 NRWO).

### Erstes Ermittlungsverfahren (Regionalwahlkreis)
Im Landeswahlkreis (Bundesland) – in jedem einzeln für sich – wird eine Wahlzahl bestimmt: Abgegebene gültige Stimmen werden durch die Zahl der dem Landeswahlkreis zugeordneten Mandate dividiert und das Ergebnis auf die nächstfolgende ganze Zahl erhöht, also zumindest aufgerundet (§ 96 Abs. 4 NRWO). Die Mandate, die jedem Bundesland zugeordnet sind, basieren auf der letzten Volkszählung (§ 4 NRWO).
| Bundesland       | Mandate | gültige Stimmen | Stimmen pro Mandat | Wahlzahl |
| ---------------- | ------- | --------------- | ------------------ | -------- |
| Burgenland       | 7       | 183.240         | 26.177,14          | 26.178   |
| Kärnten          | 13      | 338.513         | 26.039,46          | 26.040   |
| Niederösterreich | 35      | 937.447         | 26.784,2           | 26.785   |
| Oberösterreich   | 32      | 799.959         | 24.998,72          | 24.999   |
| Salzburg         | 11      | 268.279         | 24.389             | 24.390   |
| Steiermark       | 29      | 772.694         | 26.644,62          | 26.645   |
| Tirol            | 15      | 359.263         | 23.950,87          | 23.951   |
| Vorarlberg       | 7       | 158.595         | 22.656,43          | 22.657   |
| Wien             | 34      | 815.124         | 23.974,24          | 23.975   |

Jede Partei erhält im ersten Ermittlungsverfahren nun so viele Mandate, wie die Wahlzahl in ihrer Parteisumme im Regionalwahlkreis (ganzzahlig) enthalten ist (§ 97 NRWO). Insgesamt gibt es 39 Regionalwahlkreise.
Hier am Beispiel der vier Regionalwahlkreise in Kärnten und der zwei Regionalwahlkreise im Burgenland:
| Regional-Wahlkreis | WKNr | Bl | Mand. | Stimmen | Stimmen | Stimmen | Stimmen | Stimmen | Stimmen | Wahlzahl | Mandate | Mandate | Mandate | Mandate | Mandate |
| Regional-Wahlkreis | WKNr | Bl | Mand. | gültig  | SPÖ     | ÖVP     | FPÖ     | GRÜNE   | LIF     | Wahlzahl | SPÖ     | ÖVP     | FPÖ     | GRÜNE   | LIF     |
| ------------------ | ---- | -- | ----- | ------- | ------- | ------- | ------- | ------- | ------- | -------- | ------- | ------- | ------- | ------- | ------- |
| Burgenland Nord    | 1A   | 1  | 4     | 89.066  | 40.289  | 26.276  | 15.670  | 3.716   | 3.115   | 26.178   | 1       | 1       | 0       | 0       | 0       |
| Burgenland Süd     | 1B   | 1  | 3     | 92.817  | 40.831  | 31.443  | 14.970  | 3.156   | 2.417   | 26.178   | 1       | 1       | 0       | 0       | 0       |
| Klagenfurt         | 2A   | 2  | 3     | 92.817  | 31.362  | 13.421  | 30.289  | 6.387   | 4.535   | 26.040   | 1       | 0       | 1       | 0       | 0       |
| Villach            | 2B   | 2  | 3     | 73.402  | 31.786  | 9.045   | 24.277  | 4.497   | 2.941   | 26.040   | 1       | 0       | 0       | 0       | 0       |
| Kärnten West       | 2C   | 2  | 3     | 79.464  | 28.989  | 15.781  | 27.471  | 3.873   | 2.716   | 26.040   | 1       | 0       | 1       | 0       | 0       |
| Kärnten Ost        | 2D   | 2  | 4     | 98.601  | 41.646  | 17.152  | 31.419  | 5.087   | 2.603   | 26.040   | 1       | 0       | 1       | 0       | 0       |

Die Zuweisung der Mandate an die Regionalbewerber der Regionalparteilisten erfolgt nach Maßgabe der Vorzugsstimmen: das heißt an Bewerber, die Vorzugsstimmen im Ausmaß von mindestens 14 % der auf diese Partei im betreffenden Regionalwahlkreis gültigen Stimmen, werden die Mandate in der Reihenfolge der Vorzugsstimmen zugeteilt. Die restlichen Mandate werden in der Reihenfolge der Regionalparteiliste zugeteilt.
Sperrklausel: Nach §§ 100 Abs. 1, 107 Abs. 2 NRWO nehmen im zweiten und dritten Ermittlungsverfahren nur Parteien teil, die im ersten Ermittlungsverfahren zumindest in einem der Regionalwahlkreise ein Mandat oder im gesamten Bundesgebiet mindestens 4 % der abgegebenen gültigen Stimmen erzielt haben.

### Zweites Ermittlungsverfahren (Landeswahlkreis)
Jede Partei, die die Sperrklausel überwunden hat, erhält so viele Mandate, wie die Wahlzahl in ihrer Parteisumme im Landeswahlkreis enthalten ist, abzüglich der im ersten Ermittlungsverfahren erzielten Mandate. Die Landeslistenmandate gehen zuerst an die Bewerber, die Vorzugsstimmen im Ausmaß von mindestens 10 % der auf ihre Partei im Landeswahlkreis entfallenden gültigen Stimmen erzielt haben, in der Reihenfolge der Vorzugsstimmen, die weiteren Mandate in der Reihenfolge, in der sie auf der Landesparteiliste angeführt sind.
| Bundesland       | Stimmen | Stimmen | Stimmen | Stimmen | Stimmen | gültige Stimmen | Mand. | Wahlzahl | Mandate (in Klammer abgerundet) | Mandate (in Klammer abgerundet) | Mandate (in Klammer abgerundet) | Mandate (in Klammer abgerundet) | Mandate (in Klammer abgerundet) |     |             |
| Bundesland       | SPÖ     | ÖVP     | FPÖ     | Grüne   | LIF     | gültige Stimmen | Mand. | Wahlzahl | SPÖ                             | ÖVP                             | FPÖ                             | Grüne                           | LIF                             |     | Restmandate |
| ---------------- | ------- | ------- | ------- | ------- | ------- | --------------- | ----- | -------- | ------------------------------- | ------------------------------- | ------------------------------- | ------------------------------- | ------------------------------- | --- | ----------- |
| Burgenland       | 81.120  | 57.719  | 30.640  | 6.872   | 5.532   | 183.240         | 7     | 26.178   | 3,10 0(3)                       | 2,20 0(2)                       | 1,17 (1)                        | 0,26 (0)                        | 0,21 (0)                        | 6   | 1           |
| Kärnten          | 133.783 | 55.399  | 113.456 | 19.844  | 12.795  | 338.513         | 13    | 26.040   | 5,14 0(5)                       | 2,13 0(2)                       | 4,36 (4)                        | 0,76 (0)                        | 0,49 (0)                        | 11  | 2           |
| Niederösterreich | 326.639 | 317.810 | 170.881 | 53.766  | 53.856  | 937.447         | 35    | 26.785   | 12,19 (12)                      | 11,87 (11)                      | 6,38 (6)                        | 2,01 (2)                        | 2,01 (2)                        | 33  | 2           |
| Oberösterreich   | 275.744 | 231.201 | 180.293 | 60.460  | 37.789  | 799.959         | 32    | 24.999   | 11,03 (11)                      | 9,25 0(9)                       | 7,27 (7)                        | 2,42 (2)                        | 1,51 (1)                        | 30  | 2           |
| Salzburg         | 83.256  | 77.768  | 64.182  | 21.841  | 17.038  | 268.279         | 11    | 24.390   | 3,41 0(3)                       | 3,19 0(3)                       | 2,63 (2)                        | 0,90 (0)                        | 0,70 (0)                        | 8   | 3           |
| Steiermark       | 282.781 | 212.122 | 181.051 | 47.683  | 38.057  | 772.694         | 29    | 26.645   | 10,61 (10)                      | 7,96 0(7)                       | 6,79 (6)                        | 1,79 (1)                        | 1,43 (1)                        | 25  | 4           |
| Tirol            | 87.728  | 130.218 | 79.269  | 34.293  | 18.998  | 359.263         | 15    | 23.951   | 3,66 0(3)                       | 5,44 0(5)                       | 3,31 (3)                        | 1,43 (1)                        | 0,79 (0)                        | 12  | 3           |
| Vorarlberg       | 33.075  | 59.921  | 37.354  | 14.236  | 10.371  | 158.595         | 7     | 22.657   | 1,46 0(1)                       | 2,64 0(2)                       | 1,65 (1)                        | 0,63 (0)                        | 0,46 (0)                        | 4   | 3           |
| Wien             | 313.678 | 139.688 | 185.206 | 79.543  | 82.144  | 815.124         | 34    | 23.975   | 13,08 (13)                      | 5,83 0(5)                       | 7,72 (7)                        | 3,32 (3)                        | 3,43 (3)                        | 31  | 3           |
|                  |         |         |         |         |         |                 |       |          | 61                              | 46                              | 37                              | 9                               | 7                               | 160 | 23          |

### Drittes Ermittlungsverfahren
Alle 183 Mandate werden bundesweit nach dem Divisorverfahren mit Abrundung (D’Hondt-Verfahren) an die Parteien verteilt.
Hat eine Partei dabei schon mehr Mandate im zweiten der beiden Ermittlungsverfahren erhalten (Überhangmandate), werden entsprechend weniger Sitze an andere Parteien verteilt. Die im dritten Ermittlungsverfahren berechneten Mandate werden abzüglich der in den ersten beiden Ermittlungsverfahren zugeteilten Sitze primär den Bewerbern zugeteilt, die Vorzugsstimmen im Ausmaß von mindestens 7 % der auf ihre Partei entfallenden gültigen Stimmen erzielt haben. Die Vergabe erfolgt in diesem Fall nach der Anzahl der Vorzugsstimmen. Die weiteren Mandate werden den Bewerbern der Parteien in der Reihenfolge des Bundeswahlvorschlages zugewiesen.

## Regierungsbildung
Nach der österreichischen Bundesverfassung ernennt der Bundespräsident den Bundeskanzler und auf dessen Vorschlag die weiteren Mitglieder der Bundesregierung. Der Bundespräsident ist dabei nicht an die Mehrheitsverhältnisse im Nationalrat gebunden; da jedoch jede amtierende Bundesregierung durch ein Misstrauensvotum des Nationalrats gestürzt werden kann, sind stabile Regierungsverhältnisse gegen den Willen der Volksvertretung schwer durchzusetzen. In der Zweiten Republik wurde traditionsgemäß zunächst immer der Vertreter der mandatsstärksten Parlamentsfraktion mit der Regierungsbildung beauftragt.
Nach der Nationalratswahl 1999 zeigte sich, dass bei einer entsprechenden Mehrheit im Nationalrat eine Regierungsbildung realpolitisch auch gegen den ausdrücklichen politischen Willen des Bundespräsidenten möglich ist, wobei der Bundespräsident allerdings aufgrund der Verfassung sowohl das Recht hat, jegliche Regierung abzulehnen, als auch, auf Vorschlag der Bundesregierung den Nationalrat aufzulösen.